# Where but for Caravan would I?
Where but for Caravan would I?  is het zevenendertigste album van de Britse progressieve rockband Caravan. Het is een verzamelalbum met werk van 1968 tot en met 1975.

## Tracklist
1. Place of My Own (mono mix)
2. Love Song With Flute (mono mix)
3. Magic Man (mono mix)
4. Where But For Caravan Would I? (mono mix) (van Caravan)
5. A Day In The Life Of Maurice Haylett (niet eerder uitgebracht)
6. If I Could Do It All Over Again, I'd Do It All Over You
7. And I Wish I Were Stoned/Don't Worry
8. Asforteri 25 (van If I Could Do It All Over Again... )
9. Golf Girl (lange versie)
10. Nine Feet Underground
11. Winter Wine
12. Love to Love You (lange versie) (van In the Land of Grey and Pink)
13. The Love In Your Eye (van 'Waterloo Lily')
14. Memory Lain, Hugh
15. Headloss
16. L'Auberge du Sanglier/A Hunting We Shall Go/Pengola/Backwards/A Hunting We Shall Go (Reprise) (van For Girls Who Grow Plump in the Night)
17. Mirror For The Day (van Caravan and the New Symphonia)
18. The Show of Our Lives
19. Stuck in a Hole (singleversie)
20. No Backstage Pass (van Cunning Stunts)
21. For Richard (van Caravan and the New Symphonia)